# Otto Silber
Otto Silber (Tallinn, 17 maart 1893 – aldaar, 23 december 1940) was een voetballer uit Estland die speelde als verdediger gedurende zijn carrière. Hij kwam uit voor SK Tallinna Sport, Tallinna JK en FC Meteor Tallinn. Silber overleed op 47-jarige leeftijd.

## Interlandcarrière
Silber speelde in totaal 20 interlands (nul doelpunten) voor de nationale ploeg van Estland in de periode 1920–1926. Hij nam met zijn vaderland deel aan de Olympische Spelen in Parijs, en speelde daar in de voorronde tegen de Verenigde Staten. Estland verloor dat duel met 1-0, door een treffer van Andy Straden, waardoor de ploeg onder leiding van de Hongaarse bondscoach Ferenc Kónya naar huis kon. Silber maakte zijn debuut voor de nationale ploeg in Estlands eerste officiële interland uit de geschiedenis: op 17 oktober 1920 in en tegen Finland (6-0 nederlaag).